# Championnats d'Europe de cyclisme sur route 2006
Navigation
Édition précédente Édition suivante
Les Championnats d'Europe de cyclisme sur route 2006 se sont déroulés du 13 au 16 juillet 2006, à Fauquemont-sur-Gueule aux Pays-Bas. 

## Compétitions
| Jeudi 13 juillet - Femmes - moins de 23 ans, 24 km - Hommes - Juniors, 24 km Vendredi 14 juillet - Hommes - moins de 23 ans, 34 km - Femmes - Juniors, 16,1 km | Samedi 15 juillet - Femmes - moins de 23 ans, 110 km - Hommes - Juniors, 144 km Dimanche 16 juillet - Femmes - Juniors, 77,7 km - Hommes - moins de 23 ans, 177,6 km |

## Résultats
| Compétitions             | Or                         | Temps           | Argent                        | Temps  | Bronze                        | Temps        |
| Hommes - moins de 23 ans |                            |                 |                               |        |                               |              |
| Course en ligne          | Benoît Sinner France       | 4 h 34 min 08 s | Rene Mandri Estonie           | m.t.   | Francesco Gavazzi Italie      | m.t.         |
| Contre-la-montre         | Dmytro Grabovskyy Ukraine  | 38 min 36 s     | Jérôme Coppel France          | + 46 s | Dominique Cornu Belgique      | + 52 s       |
| Hommes - Juniors         |                            |                 |                               |        |                               |              |
| Course en ligne          | Étienne Pieret France      | 3 h 20 min 14 s | Thomas Bertolini Italie       | m.t.   | Ronan van Zandbeek Pays-Bas   | m.t.         |
| Contre-la-montre         | Dmitriy Sokolov Russie     | 33 min 28 s     | Tony Gallopin France          | + 16 s | Adriano Malori Italie         | + 33 s       |
| Femmes - moins de 23 ans |                            |                 |                               |        |                               |              |
| Course en ligne          | Marianne Vos Pays-Bas      | 3 h 07 min 06 s | Tatiana Guderzo Italie        | m.t.   | Monica Holler Suède           | + 58 s       |
| Contre-la-montre         | Linda Villumsen Danemark   | 36 min 32 s     | Tatiana Guderzo Italie        | + 27 s | Bianca Knoepfle Allemagne     | + 1 min 13 s |
| Femmes - Juniors         |                            |                 |                               |        |                               |              |
| Course en ligne          | Mie Bekker Lacota Danemark | 2 h 12 min 56 s | Elise van Hage Pays-Bas       | + 2 s  | Julie Krasniak France         | + 9 s        |
| Contre-la-montre         | Mie Bekker Lacota Danemark | 23 min 38 s     | Trine Schmidt Hansen Danemark | + 28 s | Alexandra Bourchenkova Russie | + 28 s       |

## Tableau des médailles
| Rang  | Nation    | Or | Argent | Bronze | Total |
| ----- | --------- | -- | ------ | ------ | ----- |
| 1     | Danemark  | 3  | 1      | 0      | 4     |
| 2     | France    | 2  | 2      | 1      | 5     |
| 3     | Pays-Bas  | 1  | 1      | 1      | 3     |
| 4     | Russie    | 1  | 0      | 1      | 2     |
| 5     | Ukraine   | 1  | 0      | 0      | 1     |
| 6     | Italie    | 0  | 3      | 2      | 5     |
| 7     | Estonie   | 0  | 1      | 0      | 1     |
| 8     | Belgique  | 0  | 0      | 1      | 1     |
| 8     | Suède     | 0  | 0      | 1      | 1     |
| 8     | Allemagne | 0  | 0      | 1      | 1     |
| Total | Total     | 8  | 8      | 8      | 24    |